# アラート空港
アラート空港(IATA:YLT, ICAO:CYLT)は、カナダヌナブト準州アラートにある空港である。北極点から約830kmの地点にある。カナダ国防省によって運営されており、カナダ軍アラート基地の一部である。1950年に測候所が設置されたのち、1957年に現在も使われている軍施設の建設が開始された。恒久的に設置されている空港としては世界最北の空港である。

## 設備
レーダーとナビゲーション機器は、空港周辺を移動可能なトレーラー装置である。空港の消防・救急設備は、2012 KME/フォートゲーリー消防車がある。必要時に滑走路を整地するために2台のブルドーザーが使用される。

## インシデント
空港開設以来、2回の死亡事故が発生している。
- 1950年7月31日 – 補給任務に就いていたカナダ空軍アブロ ランカスターAG-965が墜落し、乗員乗客9名全員が死亡した。[5]
- 1991年10月30日 – CFB Trenton発の補給任務に就いていたC-130 "Boxtop 22"が墜落し、5名が死亡した。[6]